# イェスパー・グレンケア
イェスパー・グレンケア（Jesper Grønkjær, 1977年8月12日 - ）は、デンマーク王国グリーンランド・ヌーク出身の元同国代表サッカー選手。ポジションはミッドフィールダー、フォワード。
現在は母国デンマークでのサッカー中継のコメンテーターや不動産関係の仕事を行なっている。

## クラブ経歴

### AaB
グリーンランドのヌークに生まれ、幼少期にデンマーク本土へ移住してティステズという街で育った。移住後すぐに地元のサッカークラブであるティステズFCのユースチームに加入している。サッカー選手として活躍することを目指していたグレンケアだったが、当時のティステズFCのコーチはグレンケアの恵まれた才能を生かすため、短距離走選手になることを薦めた。1995年、昨シーズンのデンマーク・スーペルリーガ王者であるオールボーBKに加入。加入後すぐにレギュラーに定着すると、プロ1シーズン目にはUEFAチャンピオンズリーグに出場し、在籍3シーズンで当時10代だったグレンケアはすでに公式戦100試合以上の出場機会を得ていた。この活躍により、欧州トップレベルのクラブからオファーが舞い込んできた。

### アヤックス
1997年10月、350万ユーロでアヤックス・アムステルダムへの売却が決まり、翌年6月に加入することになった。当時のアヤックスには監督にモアテン・オルセンが、選手には同胞のオーレ・トビアセンらがいた。ここでは、1997-98シーズンにKNVBカップを制し、翌シーズンにはアヤックスサポーターが選ぶクラブ年間最優秀選手に輝いた。

### チェルシー
2000年10月、当時のデンマーク人最高額となる780万ユーロでプレミアリーグのチェルシーFCに移籍したが、2001年1月まで負傷離脱しており、デビューは長引いた。デビュー後は安定した活躍を披露できずにいたが、1月28日に行われたFAカップ4回戦のジリンガムFC戦にて4-2での勝利に貢献する2ゴールを挙げた。
2002-03シーズンのプレミアリーグ最終節リヴァプールFC戦、グレンケアは決勝ゴールを挙げたが、これは後のチェルシーの歴史を変えたと言われている。この試合に勝てば来季CL権獲得だったが、引き分け以下だった場合はチャンピオンズリーグ出場が叶わないという試合だった。来季のチャンピオンズリーグに出場できなければ、チェルシーの財政は圧迫され、選手に給料を払えないどころか経営破綻すると当時の会長に脅された。また、現チェルシー資金源のロマン・アブラモヴィッチはトッテナム・ホットスパーFCの出資者かチェルシーの出資者になるか決めかねていたが、リヴァプール戦の結果チャンピオンズリーグ出場権を得たチェルシーに出資することを決めた。その後アブラモヴィッチの豊富な資金力を元に急成長と遂げたチェルシーは国際舞台の場で活躍することになる。ゆえに、このグレンケアのゴールは"ビリオン・ポンド・ゴール"と呼ばれ、クラブの歴史を大きく変える、そして、価値ある決勝弾となった。
2003-04シーズンのチャンピオンズリーグ ベスト8にてアーセナルFCと対戦したチェルシーはホームでの第一戦を1-1のドローで終えるも、第二戦にえ、グレンケアの先制ゴールもあって3-2でアーセナルを破り、ベスト4進出を決めた。そのベスト4ではASモナコと対戦し、再びグレンケアは得点を挙げたものの、チームは2戦合計5-3で敗れ、大会を後にした。

### スペイン、ドイツ挑戦
2004年7月、恩師でもあったチェルシー監督クラウディオ・ラニエリが解任されると、グレンケアは220万ユーロの売却額で同じくプレミアリーグのバーミンガム・シティFCと放出された。しかし、バーミンガムではスティーヴ・ブルース監督の戦術に適応するまで時間が掛かり、12月までに16試合には出場したものの、無得点なおかつフル出場もわずかだった。しかし、EFLカップのリンカーン・シティFC戦でクラブ唯一の得点を挙げている。2004年12月、アトレティコ・マドリードに200万ユーロで移籍した。アトレティコ・マドリードではセサル・フェランド監督にサイドでの突破力を買われ、レギュラーに定着し、フェルナンド・トーレスの得点をアシストするプレーが多くなった。しかし、グレンケア自身はスペインの環境に馴染むことができず、2004-05シーズン終了後に移籍リクエストをクラブに提出。その夏に400万ユーロほど増額された600万ユーロという移籍金でドイツのVfBシュトゥットガルトに引き取られた。当時のシュトゥットガルトは、イタリア人監督ジョヴァンニ・トラパットーニの下、豪華なメンバーを要しており、グレンケアの同胞であるヨン・ダール・トマソンらがいた。しかし、トラパットーニはグレンケアやトマソンを重用せず、ベンチに追いやった。結果、リーグ中位に落ち着いた責任を取る形でトラパットーニは解任され、これを機にドイツやデンマークメディアは彼らに移籍を薦めた。

### コペンハーゲン

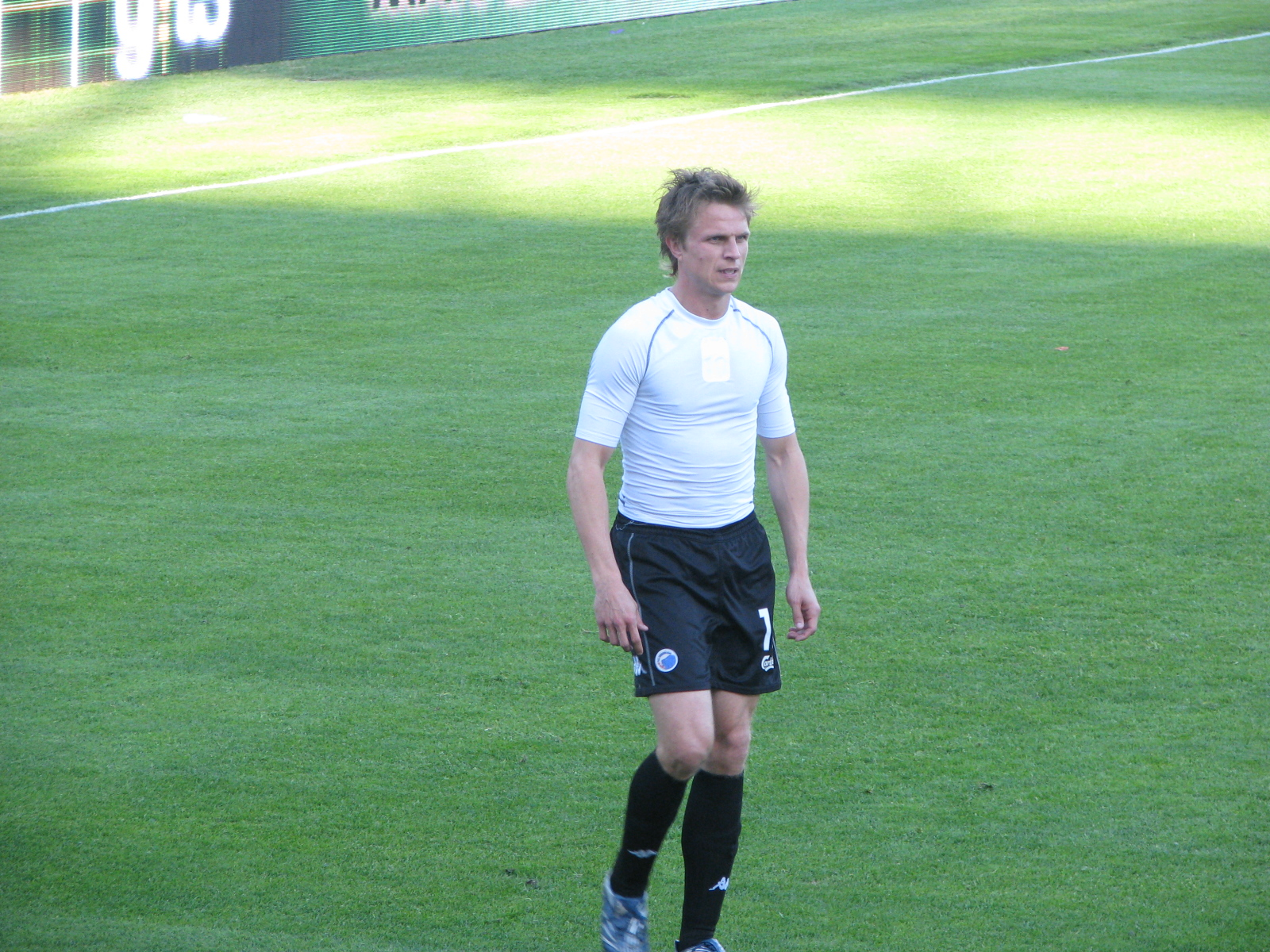
FCコペンハーゲンでのグレンケア (2010年)

2006年6月23日、デンマーク・スーペルリーガのFCコペンハーゲンに移籍した。このシーズン、コペンハーゲンはチャンピオンズリーグの予選2回戦から参戦し、グレンケアはコペンハーゲン史上初の予選突破に貢献した。グループステージのSLベンフィカ戦では、8から12週間の離脱となる負傷を負ったが、11月のデンマーク・カップ・エスビャウfB戦で戦列に復帰した。復帰後の12月6日、チャンピオンズリーググループステージ第4節のセルティックFC戦では3-1での勝利に繋がる先制点を挙げた。最終的にコペンハーゲンはリーグ優勝を果たし、シーズン終了後にグレンケアはリーグMVP候補にノミネートされた。翌シーズンは負傷の影響で冬までメンバーに入り込めず、シーズン14試合の出場に終わった。2008-09シーズンはUEFAヨーロッパリーグにてベスト32に、翌シーズンのチャンピオンズリーグではクラブ史上最高成績となるベスト16進出に大きく貢献した。2010-11シーズン、公式戦38試合に出場して6ゴールを挙げるなど、来季の構想に入ると思われたが、そのシーズン終了後に現役引退発表を行なった。

## 代表経歴
1992年10月、当時ティステドFCのユースチームに所属していたグレンケアは、U-16デンマーク代表から初招集を受け、ユース世代デビューを果たした。1994年にはU-16 EUROに出場し、着実に評価を高めて行った。翌年の1995年にはU-19歳以下のデンマーク最優秀選手に選出され、ユース世代のデンマーク代表では通算64試合に出場して24ゴールを挙げた。
1998年、アヤックスに移籍し、レギュラーの座を掴んでいたグレンケアは、1999年3月27日、イタリア代表とのEURO 2000予選にてフル代表デビューを果たした。そのEURO2000では、ボー・ヨハンソン監督の下グループステージ全3試合に出場したが、チームは決勝トーナメントに進めなかった。
2年後の2002 FIFAワールドカップ開幕時にはチェルシーFCに在籍していたが、この大会でもレギュラーとして活躍した。自身2回目のEURO大会となったUEFA EURO 2004では開幕節のポルトガル代表戦の直前に母親が亡くなり、グレンケアの心身状態を考慮し、ポルトガル戦は欠場した。
2010年には、FCコペンハーゲンでの活躍から、2010 FIFAワールドカップの本大会登録メンバーに含まれた。しかし、デンマークはオランダ代表や日本代表と同組だったグループEを突破できず、大会終了後にグレンケアは代表引退を決断した。

## 人物
2016年、現役を引退してからうつ病になり、およそ5年間の間入院していたことを明かした。うつ病を患った原因は、現役を引退し、生まれて初めて目標・やりがいの無い時間が生まれ、漠然とした虚無感に襲われたからと話している。
2016年2月1日、デンマークアマチュアリーグに所属するFCグレンスレデルネにアマチュア選手として加入し、6月に再度現役を引退した。

## 個人成績
| クラブ                   | シーズン     | リーグ           | リーグ | リーグ | カップ | カップ | リーグカップ | リーグカップ | 欧州大会 | 欧州大会 | 通算 | 通算 |
| クラブ                   | シーズン     | ディヴィジョン   | 出場   | 得点   | 出場   | 得点   | 出場         | 得点         | 出場     | 得点     | 出場 | 得点 |
| ------------------------ | ------------ | ---------------- | ------ | ------ | ------ | ------ | ------------ | ------------ | -------- | -------- | ---- | ---- |
| AaB                      | 1995-96      | スーペルリーガ   | 29     | 3      |        |        | –            | –            | 8        | 0        | 37   | 3    |
| AaB                      | 1996–97      | スーペルリーガ   | 28     | 1      |        |        | –            | –            | –        | –        | 28   | 1    |
| AaB                      | 1997–98      | スーペルリーガ   | 29     | 6      |        |        | –            | –            | –        | –        | 29   | 6    |
| AaB                      | クラブ通算   | クラブ通算       | 86     | 10     |        |        | –            | –            | 8        | 0        | 94   | 10   |
| アヤックス               | 1998-99      | エールディヴィジ | 25     | 8      | 4      | 2      | –            | –            | 4        | 0        | 33   | 10   |
| アヤックス               | 1999–00      | エールディヴィジ | 25     | 3      | 1      | 0      | –            | –            | 4        | 0        | 30   | 3    |
| アヤックス               | 2000–01      | エールディヴィジ | 5      | 1      | 0      | 0      | –            | –            | 1        | 1        | 6    | 2    |
| アヤックス               | クラブ通算   | クラブ通算       | 55     | 12     | 5      | 2      | 0            | 0            | 9        | 1        | 69   | 15   |
| チェルシー               | 2000–01      | プレミアリーグ   | 14     | 1      | 2      | 2      | 0            | 0            | 0        | 0        | 16   | 3    |
| チェルシー               | 2001–02      | プレミアリーグ   | 13     | 0      | 3      | 0      | 0            | 0            | 0        | 0        | 16   | 0    |
| チェルシー               | 2002–03      | プレミアリーグ   | 30     | 4      | 5      | 1      | 2            | 0            | 2        | 0        | 39   | 5    |
| チェルシー               | 2003–04      | プレミアリーグ   | 31     | 2      | 4      | 0      | 3            | 0            | 10       | 1        | 48   | 3    |
| チェルシー               | クラブ通算   | クラブ通算       | 88     | 7      | 14     | 3      | 5            | 0            | 12       | 1        | 119  | 11   |
| バーミンガム・シティ     | 2004–05      | プレミアリーグ   | 16     | 0      | 0      | 0      | 2            | 1            | –        | –        | 18   | 1    |
| アトレティコ・マドリード | 2004–05      | ラ・リーガ       | 16     | 0      | 1      | 0      | –            | –            | –        | –        | 17   | 0    |
| シュトゥットガルト       | 2005–06      | ブンデスリーガ   | 25     | 0      | 2      | 0      | 1            | 0            | 7        | 0        | 35   | 0    |
| コペンハーゲン           | 2006–07      | スーペルリーガ   | 21     | 5      | 4      | 0      | –            | –            | 6        | 1        | 31   | 6    |
| コペンハーゲン           | 2007-08      | スーペルリーガ   | 25     | 3      | 3      | 1      | –            | –            | 7        | 1        | 35   | 5    |
| コペンハーゲン           | 2008–09      | スーペルリーガ   | 14     | 2      | 0      | 0      | –            | –            | 2        | 0        | 16   | 2    |
| コペンハーゲン           | 2009–10      | スーペルリーガ   | 29     | 2      | 1      | 0      | –            | –            | 12       | 4        | 42   | 6    |
| コペンハーゲン           | 2010–11      | スーペルリーガ   | 25     | 4      | 1      | 0      | –            | –            | 12       | 2        | 38   | 6    |
| コペンハーゲン           | クラブ通算   | クラブ通算       | 114    | 16     | 9      | 1      | –            | –            | 39       | 8        | 162  | 25   |
| キャリア通算             | キャリア通算 | キャリア通算     | 400    | 45     | 31     | 6      | 8            | 1            | 75       | 10       | 514  | 62   |

## 代表歴

### 出場大会
- U-17デンマーク代表
  - 1994年 - U-17欧州選手権 (準優勝)

- デンマーク代表
  - 2000年 - UEFA EURO 2000
  - 2002年 - 2002 FIFAワールドカップ
  - 2004年 - UEFA EURO 2004
  - 2006年 - 2006 FIFAワールドカップ

### 試合数
- 国際Aマッチ 80試合 5得点（1999年-2010年）[23]

| デンマーク代表 | 国際Aマッチ | 国際Aマッチ |
| 年             | 出場        | 得点        |
| -------------- | ----------- | ----------- |
| 1999           | 6           | 0           |
| 2000           | 8           | 0           |
| 2001           | 8           | 1           |
| 2002           | 12          | 1           |
| 2003           | 7           | 2           |
| 2004           | 12          | 1           |
| 2005           | 5           | 0           |
| 2006           | 2           | 0           |
| 2007           | 10          | 0           |
| 2008           | 0           | 0           |
| 2009           | 6           | 0           |
| 2010           | 4           | 0           |
| 通算           | 80          | 5           |

### 得点
| # | 日付          | 会場                       | 対戦国       | 得点 | 結果 | 大会         |
| - | ------------- | -------------------------- | ------------ | ---- | ---- | ------------ |
| 1 | 2001年4月25日 | デンマーク, コペンハーゲン | スロベニア   | 1–0  | 3–0  | 親善試合     |
| 2 | 2002年5月26日 | 日本, 和歌山県             | チュニジア   | 1–0  | 2–1  | 親善試合     |
| 3 | 2003年6月7日  | デンマーク, コペンハーゲン | ノルウェー   | 1–0  | 1–0  | EURO2004予選 |
| 4 | 2003年8月20日 | デンマーク, コペンハーゲン | フィンランド | 1–0  | 1–1  | 親善試合     |
| 5 | 2004年6月18日 | ポルトガル, ブラガ         | ブルガリア   | 2–0  | 2–0  | EURO 2004    |

## タイトル

### クラブ
AFCアヤックス
- KNVBカップ : 1回 (1998-99)

FCコペンハーゲン
- スーペルリーガ : 4回　(2006-07, 2008-09, 2009-10, 2010-11)

### 個人
- U-19デンマーク最優秀選手 : 1回 (1995)
- アヤックス年間最優秀選手 : 1回 (2000)
- スーペルリーガ年間最優秀選手 : 1回 (2007)